# Спирою, Никулае
Никулае Спирою (рум. Niculae Spiroiu; 6 июля 1936, Бухарест, Королевство Румыния — 31 марта 2022, Бухарест, Румыния) — румынский военный и государственный деятель, военный инженер, дипломат, генерал армии (с 1989), министр обороны Румынии (1991—1994). Почётный гражданин жудеца Арджеш (2007).
В 1960 году окончил военную школу автомобильно-танковых войск в Питешти. Служил командиром взвода и преподавателем школы унтер-офицеров в Питешти (1960—1965). Затем поступил в Военно-техническую академию в Бухаресте (1965—1971).
В 1984 году окончил Высший штабной колледж по специальности «Стратегия, оперативное искусство и доктрина». Окончив также Техническую академию, работал научным исследователем, координатором программ развития бронетехники и военной техники (1970—1981), а затем стал руководителем отдела разработок (1981—1986), заместителем начальника (1986—1990) и начальником (1990) Танкотехнического управления пехотного и танкового командования. Во время Декабрьской революции в Румынии 1989 года имел звание инженер-полковника. Командовал моторизованным подразделением, которое перевозило архив ЦК ПКР из штаб-квартиры ЦК на армейские склады.
В качестве министра обороны инициировал вступление Румынии в НАТО, поддержал работу сенатской комиссии по расследованию событий декабря 1989 года, предоставив ей все запрошенные документы, свидетельские показания, доказательства и средства.
С 1995 по 2000 год был военным советником миссии Румынии при ООН в Нью-Йорке. Выйдя на пенсию, стал консультантом по военным вопросам, назначен директором проекта по борьбе с незаконным оборотом легкого оружия (с июля 2000 г.), затем главным советником министра водных ресурсов и окружающей среды. С мая 2005 года был исполнительным директором Евроатлантического совета Румынии в НАТО, одним из основателей и членом неправительственных организаций: Еврозащита-Румыния, Eurrisc, Casa NATO, Международное общество возрождения Дакии — Нью-Йорк (первый советник), Propatria, Фонд Колледжа национальной обороны и др.
Умер 31 марта 2022 года в Бухаресте в возрасте 85 лет. Похоронен на кладбище Генча в Бухаресте.